# Tomasz Rempała
Tomasz Rempała (ur. 15 lipca 1978 w Tarnowie) – polski żużlowiec.

## Życiorys

### Życie prywatne
Brat Jacka, Grzegorza i Marcina, wujek Krystiana oraz ojciec Dawida – również żużlowców.

### Kariera sportowa
Wychowanek Unii Tarnów. Licencję żużlową uzyskał w 1994 r. i w tym samym sezonie zadebiutował w lidze. Jego największe sukcesy to srebrny i brązowy medal drużynowych mistrzostw Polski, wywalczone odpowiednio w sezonach 1994 i 1998. W 2005 r. zdobył we Wrocławiu tytuł mistrza Polski par klubowych.

## Kluby
liga polska
- Unia Tarnów (1994-1997)
- Stal Rzeszów (1998-2002)
- Unia Tarnów (2003)
- Stal Rzeszów (2004-2006)
- Start Gniezno (2007)
- Speedway Miszkolc (2008)
- KMŻ Lublin (2009-2010)
- Kaskad Równe (2011)
- Kolejarz Opole (2012-2013)
- KSM Krosno (2014-2015)

liga szwedzka
- Masarna Avesta (2007)

liga rosyjska
- Lukoil Oktiabrskij (2006)

liga duńska
- VSK Vojens (2009)

liga niemiecka
- MSC Pfaffenhofen (2008)

liga słoweńska
- AMD Krsko (2004)

liga węgierska
- Speedway Club Miskolc (2008)